# Syd Barrett
Roger Keith (Syd) Barrett (Cambridge, 6 januari 1946 – aldaar, 7 juli 2006) was een Engelse zanger, gitarist, componist en kunstenaar.
Syd Barrett werd vooral bekend als de oprichter van de rockgroep Pink Floyd. Barrett was zeven jaar als rockmuzikant actief, voor hij zich terugtrok uit de openbaarheid. Barrett overleed in 2006 aan de gevolgen van alvleesklierkanker.

## Biografie

### Jeugd
Barrett kwam uit een welgestelde familie. Zijn vader, Arthur Max Barrett, was een prominent patholoog, werkzaam aan de universiteit. Hij stierf toen Barrett 15 was. Een jaar eerder had Roger Barrett de bijnaam "Syd" gekregen, refererend aan een lokale drummer Sid Barrett. In het ouderlijke huis organiseerde Barrett regelmatig blues jamsessies waaraan soms zijn latere bandgenoten David Gilmour en Roger Waters deelnamen. In 1965 trok Barrett naar Londen om kunststudies te volgen.

### Pink Floyd (1965–1968)
De Londense rhythm & blues-groep die later Pink Floyd zou heten startte in 1964 en kende heel wat personeel- en naamwisselingen, zoals "The Abdabs", "The Screaming Abdabs", "Sigma 6" en "The Meggadeaths". Op verzoek van Roger Waters kwam Barrett in 1965 bij "The Tea Set", maar toen bleek dat deze naam niet origineel was, doopte Barrett de band "The Pink Floyd Sound", later afgekort tot Pink Floyd. Barrett gebruikte hiervoor de namen van twee obscure blueszangers: Pink Anderson en Floyd Council die hij had gevonden op de hoesnota's van een Blind Boy Fuller LP (Philips BBL-7512): "Pink Anderson or Floyd Council — these were a few amongst the many blues singers that were to be heard in the rolling hills of the Piedmont, or meandering with the streams through the wooded valleys".
Hoewel Pink Floyd aanvankelijk een doorsnee-Britse R&B-coverband was, zorgde Barrett, nu de de facto leider van de band, voor eigen inbreng. In 1966 was hun stijl geëvolueerd tot geïmproviseerde rock-'n-roll, met invloeden van free-jazz en Britse pop- en rockhelden als The Kinks en The Beatles. Datzelfde jaar startte de muziekclub UFO, die snel het Londense centrum van de Britse psychedelische rockmuziek werd, met Pink Floyd als hun meest populaire act. Zeer snel werd Pink Floyd de belangrijkste band van de zogenaamde underground-psychedelische scene.
Wat later kreeg de groep een platencontract bij EMI, de eerste single Arnold Layne haalde net de top 20 van de Britse hitsingles en de opvolger, See Emily Play, steeg tot de zesde plaats.
Deze twee singles werden door Syd Barrett geschreven. Van de elf songs op het debuutalbum The Piper At The Gates Of Dawn, dat in augustus 1967 verscheen, schreef Barrett er acht eigenhandig en hij werkte mee aan twee andere. Als vernieuwend gitarist onderzocht hij de muzikale mogelijkheden van dissonantie, distortion, feedback, echomachines en diverse geluidseffecten op band. Het typische Pink Floyd-gitaargeluid werd onder meer verkregen, doordat Barrett met een Zippo-aansteker over de snaren van zijn Fender Esquire-gitaar gleed die aangesloten stond op een echobox.
Met het eerste succes kwamen de eerste problemen. Barretts gedrag werd snel onvoorspelbaar, waarschijnlijk door zijn herhaaldelijke experimenten met psychedelische drugs, zoals LSD. Getuigenissen uit 1967 hebben het over Syd die slechts een enkel akkoord aansloeg gedurende een hele show, gesteld dat hij al op het podium wou verschijnen. Net voor een optreden in 1967 smeerde Barrett een mengsel van Brylcreem en vergruisde Mandrax tabletten door zijn haar. Door de hitte van de lampen op het podium begon de brij te smelten en liep over zijn gelaat uit. Nick Mason zwakt dit verhaal wat af in de biografie Madcap. De druggebruiker Syd zou nooit goeie Mandies verkwist hebben, aldus Mason.
Na een rampzalige en voortijdig afgesloten tour door de VS werd aan David Gilmour gevraagd om als extra gitarist en zanger in te vallen. Enerzijds was Gilmour een begenadigd muzikant, anderzijds was hij een jeugdvriend van Barrett en hoopte men stilzwijgend dat Gilmour Barrett weer op het rechte pad zou kunnen trekken. Een handvol shows werd gespeeld als vijftal, met David Gilmour die de zang- en gitaarpartijen van Barrett overnam, als Syd er zelf niet aan toekwam. De overige leden van de band waren het irrationele gedrag van hun frontman zo beu dat ze in januari 1968, op weg naar een show in Southampton University, weigerden om Barrett mee te nemen. Er werden pogingen ondernomen om Barrett als liedjesschrijver en studiomuzikant te houden, naar het voorbeeld van Brian Wilson van The Beach Boys, maar tevergeefs.
Na Piper zou Barrett nog slechts vijf Pink Floyd-songs schrijven. Enkel Jugband Blues werd goed genoeg bevonden om het tweede album A Saucerful Of Secrets (1968) te halen. Een tweede track werd de snel vergeten single Apples and Oranges. Scream Thy Last Scream, Vegetable Man en het instrumentale In The Beechwoods werden pas in 2017, bijna 50 jaar later, officieel uitgebracht. Volgens de legende wachtte Barrett geduldig aan de opnamestudio om te worden uitgenodigd door de andere leden van de band, maar tevergeefs. Toch is Barrett niet helemaal verdwenen op A Saucerful Of Secrets: volgens David Gilmour is hij ook aanwezig op Remember a Day en op Set the Controls for the Heart of the Sun. Jugband Blues wordt vaak aangemerkt als het muzikale testament van Barrett. Reeds in het begin van de song merkt hij op dat hij er eigenlijk niet meer bijhoort: "It's awfully considerate of you to think of me here / And I'm most obliged to you for making it clear / that I'm not here". In maart 1968 wordt officieel verklaard dat Syd Barrett niet langer lid is van Pink Floyd.

### Solojaren (1968-1972)
Na de breuk met Pink Floyd start Barrett een al dan niet gewilde solocarrière, waarschijnlijk onder druk van managers en een platenfirma. Over sommige van deze opnames heerst er nog steeds controverse: sommige zijn niet meer dan proefopnames die het pijnlijke falen van een artiest met psychische moeilijkheden aantonen, maar die toch werden gepubliceerd onder het mom van authenticiteit. Andere songs werden dan weer, met weinig tot geen inbreng van Barrett, opgesmukt door studiomuzikanten. Er wordt aangenomen dat het meeste solomateriaal dateert van Barretts meest productieve periode van eind 1966 tot midden 1967.

#### The Madcap Laughs (1970)
Het eerste album The Madcap Laughs werd opgenomen tijdens twee aparte sessieperiodes in de Abbey Road Studios. Het eerste luik vond plaats tussen mei en juni 1968 (met Peter Jenner als producer), maar het merendeel werd opgenomen tussen april en juli 1969. Eerst werd Malcolm Jones aangetrokken als producer, maar die werd snel vervangen door de oud-Pink Floyd-collega's David Gilmour en Roger Waters. Een aantal tracks van het album werden overgedubd door leden van Soft Machine.

#### Barrett (1970)
Het tweede album, Barrett, werd zeer gefragmenteerd opgenomen met talrijke sessies die plaatsvonden tussen februari en juli 1970. Nochtans is het resultaat meer gepolijst en coherent dan Barretts eerste. De Barrett begeleidingsband bestond uit twee Pink Floyd leden: David Gilmour op basgitaar en Rick Wright aan de toetsen. Drummer was Jerry Shirley, uit de groep Humble Pie. Het album werd geproduceerd door David Gilmour.
Ondanks de vele sessies vertoonde Barrett weinig muzikale activiteit buiten de studio. Op 24 februari 1970 speelde hij vijf songs tijdens John Peels BBC radioprogramma Top Gear. Drie ervan zouden later (heropgenomen) op Barrett verschijnen, een vierde, Two Of A Kind, is waarschijnlijk een Rick Wright song.
Een tweede optreden van Syd Barrett vond plaats op 6 juni 1970. Net als bij de Peel-sessies waren David Gilmour en Jerry Shirley de begeleidingsmuzikanten. Aan het einde van de vierde song zette Barrett de gitaar naast zich neer en verliet het podium, al kan dit ook te wijten zijn geweest aan de slechte geluidsmix van het optreden, waardoor Barretts stem onhoorbaar was voor het publiek.

### De Londense jaren (1972–1975)
In 1972 vormde Barrett met ex-Pink Fairies lid Twink (drums) en Jack Monck (bas) de band Stars. Toen een optreden in de Corn Exchange (Cambridge) muzikaal de mist inging besloot Barrett om nooit meer met hen op te treden.
In 1974 haalde Peter Jenner Syd Barrett over om enkele sessies te doen in de Abbey Road Studios. Deze legendarische sessies, die slechts drie dagen zouden duren, bestaan uitsluitend uit wat vage ritme-tracks met gitaar en overdubs. Ze bevatten dus zeker niet voldoende materiaal voor een zogenaamd onuitgebracht derde soloalbum.
Ditmaal zou Barrett zich voorgoed terugtrekken uit de muziekindustrie. Hij verkocht de rechten van zijn soloalbums aan het platenlabel en verhuisde voor een tijd naar een Londens hotel. Toen hij zijn geld erdoorheen had gejaagd, vertrok hij te voet naar Cambridge, waar hij introk in zijn moeders huis.

#### Wish You Were Here
Syd Barrett ontmoette de leden van Pink Floyd voor de laatste maal op 5 juni 1975 tijdens de opnames voor Wish You Were Here. Barrett kwam incognito de studio in en hoorde hoe de band Shine on You crazy Diamond opnam, toevallig een song over hem. Barrett was aangekomen, had zijn haren zeer kort (dus niet kaal zoals vaak wordt beweerd) en had zijn wenkbrauwen afgeschoren, waardoor zijn ex-bandleden hem aanvankelijk niet herkenden. Toen ze eindelijk beseften wie de man was die hen zwijgend had geobserveerd, was het een zeer emotioneel moment voor allen. Een referentie aan deze ontmoeting is te zien in de film Pink Floyd: The Wall uit 1982 waarin het hoofdpersonage Pink (Bob Geldof) zijn wenkbrauwen afscheert.
In een BBC documentaire uit 2001 praatten de leden van Pink Floyd over deze ontmoeting:
Rick Wright: "Ik kwam in de studio en ik zag deze man die tegen de muur zat. En ik herkende hem niet. Ik vroeg: "Wie is die man achter je?". "Dat is Syd." Ik brak zowaar, ik kon het niet geloven... hij had bijna al zijn haren geschoren... zijn wenkbrauwen, alles... en hij sprong op en neer en poetste zijn tanden, het was verschrikkelijk. En ik, euh, ik bedoel Roger had tranen in de ogen. Ik ook, denk ik. Wij hadden beiden tranen in de ogen. Het was zeer shockerend... zeven jaar zonder contact en dan komt hij binnengewandeld, net toen we deze track aan het maken waren..."
Nick Mason: "Ik kon nog steeds de ogen herkennen, maar al de rest was anders."
Roger Waters: "Het duurde een lange tijd voor ik wist wie hij was."
David Gilmour: "Niemand herkende hem, bijna kaal, geschoren wenkbrauwen en zeer plomp."

### Compilaties
In 1988 bracht EMI Records een album uit met alternatieve studio opnamen en eerder onuitgebracht materiaal, uit de periode 1968 tot 1970, getiteld: Opel.
Crazy Diamond, een box set met de drie albums, elk voorzien van extra alternatieve versies van bestaande songs, verscheen in 1993. Deze solo sessies bewijzen dat Barrett het moeilijk had om dezelfde song tweemaal te brengen zonder ingrijpende wijzigingen.
In 2001 kwam The Best of Syd Barrett: Wouldn't You Miss Me? uit. Deze compilatie bevat Bob Dylan Blues, een demo die David Gilmour in huis had liggen na een sessie in 1970.

### Na de muziek
Na de dood van zijn moeder bleef Barrett, die opnieuw de naam Roger gebruikte, wonen in het ouderlijk huis. Hij pakte zijn oude passie, het schilderen van grote abstracte doeken, weer op. Daarnaast was hij ook een amateurtuinier en doe-het-zelver. Zijn voornaamste link met de buitenwereld was zijn zus Rosemary Breen die in de buurt woonde.
Op latere leeftijd baarde Syds gezondheid grote zorgen: hij leed aan maagzweren en diabetes type 2.
Hoewel Barrett na 1975 verkoos om niet in de openbaarheid te treden trokken er regelmatig reporters en fans naar zijn huis om hem, meestal vergeefs, commentaren te ontlokken. Tot aan zijn dood werden stiekem genomen foto's en filmpjes gepubliceerd, die op internet verschenen.
Barrett wilde niet herinnerd worden aan zijn verleden als popidool en hij weigerde om de leden van Pink Floyd te ontmoeten. Hij ging in 2002 wel naar zijn zusters huis om er de BBC Omnibus-documentaire die over hem ging te bekijken.
Tot aan zijn dood kreeg Barrett royalty's over zijn oeuvre met Pink Floyd. David Gilmour heeft, naar eigen zeggen, er steeds op toegezien dat het geld zeker bij Barrett terechtkwam.
Roger 'Syd' Barrett stierf op 7 juli 2006 op zestigjarige leeftijd in zijn huis in Cambridge aan pancreaskanker.
In mei 2007, amper een jaar na zijn dood, vond in Londen het concert The Madcap's Last Laugh plaats - een muzikaal eerbetoon van Roger Waters en de drie resterende Pink Floydleden aan hun voormalige medebandlid en inspirator. Een stoet muzikanten en collega's uit het vak trad tijdens dit eerbetoon in de Barbican Hall op met eigen versies of 'covers' uit Barrett's werk. Onder hen waren o.a. Kevin Ayers (ex-Soft Machine), Mike Heron (Incredible String Band) en Chrissie Hynde (Pretenders). De manifestatie, met veel nog nooit eerder uitgevoerde Barrett-nummers, was mede georganiseerd door Pink Floyd's eerste producer Joe Boyd. Bij de opvoering van Arnold Layne speelde Andy Bell (Oasis) basgitaar.

## Muzikale invloed
Veel artiesten noemen Barrett als een invloed op hun werk. Kevin Ayers, David Bowie, Brian Eno, Jimmy Page, The Damned en The Sex Pistols deden zelfs pogingen om met hem samen te werken (dat lukte alleen Kevin Ayers). Bowie coverde See Emily Play op zijn album Pin Ups uit 1973 en zong in 2006 Arnold Layne op een Barrett tribuutsingle van David Gilmour met Rick Wright.

### Pink Floyd na Barrett
Barretts teloorgang had een invloed op het songschrijverschap van Roger Waters. Het thema van psychische instabiliteit keert weer op verscheidene Pink Floyd albums, in het bijzonder op The Dark Side of the Moon (1973), Wish You Were Here (1975) en The Wall (1979). Een track van Dark Side, Brain Damage, bevat de volgende referentie: "If the band you're in starts playing different tunes, I'll see you on the dark side of the moon". Wish You Were Here (1975) was een eerbetoon aan Barrett met de aan hem opgedragen song Shine on You crazy Diamond. In de filmversie van The Wall (1982) zit een aantal visuele referenties aan Barrett.
Nadat de band werd heropgericht door David Gilmour, zonder Roger Waters, bevatte ook het album The Division Bell (1994) een aantal aan Syd refererende songs: Poles Apart, High Hopes.
Ook andere artiesten hebben door Barrett geïnspireerde songs opgenomen: Kevin Ayers (ex-The Soft Machine) schreef Oh Wot a Dream en The Television Personalities hebben een track I Know Where Syd Barrett Lives (1978). De single Start van The Jam imiteert doelbewust het gitaargeluid van Syd.

## Psychische stoornissen
Er werd veel gespeculeerd over de geestestoestand van Syd Barrett. Velen noemden hem schizofreen, alhoewel hij niet alle symptomen vertoonde voor deze aandoening. De diagnose van bipolaire stoornis werd ook vermeld. Andere bronnen beweren dan weer dat Syd Barrett leed aan het syndroom van Asperger. Barretts familie heeft echter nooit gegevens vrijgegeven over de psychische toestand van hun familielid, dus dit blijft speculatie.
Barretts gebruik van psychedelische drugs, voornamelijk LSD, gedurende de jaren 60 is wel goed gedocumenteerd. Sommigen geloven dat het druggebruik er toe heeft bijgedragen dat Barretts geest werd aangetast of dat het op zijn minst als katalysator fungeerde om een aangeboren stoornis te doen doorbreken.
David Gilmour verklaarde ooit dat de stroboscopische lichtshow gecombineerd met overdadig druggebruik, vooral LSD, Barrett geen goed deden. Dit had gekund als Barrett aan epilepsie leed of hersenschade had opgelopen aan de temporale kwabben. Een (licht) herseninfarct wordt overigens ook gesuggereerd in een van de biografieën over Barrett.
Na de dood van Barrett sprak zijn zus, Rosemary Breen, met Tim Willis voor The Sunday Times. Zij benadrukte dat Barrett niet aan een psychische aandoening leed, noch dat hij hiervoor ooit een behandeling of medicijnen had ontvangen. Zij bevestigde wel dat haar broer ooit in een privé "home for lost souls" werd opgenomen, maar zonder dat daar therapie aan verbonden was. Later zou Barrett een psychiater bezocht hebben aan het Fulbourn psychiatrische hospitaal te Cambridge, maar zonder dat hem medicijnen of therapie voorgeschreven werden.
Barretts zuster stuurde ook het kluizenaarsbestaan van haar broer bij. "Roger Barrett", zo zei ze, "deed aan fotografie en samen gingen we soms naar zee." Regelmatig nam hij de trein naar Londen om musea te bezoeken. Hij hield van bloemen en ging vaak naar de Botanic Gardens van Cambridge of naar Anglesey Abbey, nabij Lode. Zijn passie was echter schilderen, aldus Rosemary Breen. Het was enkel wanneer opdringerige fans Roger Barrett wilden doen herinneren aan Syd Barrett dat hij zich in stilzwijgen terugtrok of hen de deur voor het gezicht dichtsloeg.

## Discografie

### Singles met Pink Floyd
- 1967: Arnold Layne / Candy and a Currant Bun (#20 UK)
- 1967: See Emily Play / The Scarecrow (#6 UK, #134 U.S.)
- 1967: Apples and Oranges / PaintBox (Rick Wright)

### Albums met Pink Floyd
- The Piper at the Gates of Dawn (5 augustus 1967) #6 UK
- A Saucerful of Secrets (29 juni 1968) #9 UK
- London 1966/1967 (2005)

### Compilaties met Pink Floyd
- Relics (14 mei 1971) #34 UK, #152 U.S.
- A Nice Pair (1974)
- Masters of Rock (1974) (ook uitgebracht als: The Best of Pink Floyd).
- Works (1983)
- Shine On (1992 box set)
- Echoes: The Best of Pink Floyd (5 november 2001) #2 UK, #2 U.S.
- 1965-67 Cambridge St/ation (24 maart 2017 box set)[11]

### Soloalbums
- The Madcap Laughs - (3 januari 1970) #40 UK
- Barrett - (14 november 1970)

### Solocompilaties
- Syd Barrett (november 1974) U.S. #163: The Madcap Laughs en Barrett samengevoegd als dubbelalbum.
- Opel - (17 oktober 1988)
- Octopus: The Best of Syd Barrett (29 mei 1992): compilatie op het Cleopatra label.
- Crazy Diamond (april 1993): cd-box met de drie studioalbums en extra bonustracks.
- The Best of Syd Barrett: Wouldn't You Miss Me? (16 april 2001): bevat een eerder onuitgebrachte track ("Bob Dylan Blues")
- An Introduction to Syd Barrett (2010) een compilatie met nummers van Pink Floyd geschreven door Syd Barret en nummers uit zijn solo periode. Executive Producer ; DAVID GILMOUR

### Solo-liveopnamen
- Syd Barrett: The Peel Session (1 juli 1991): een opname van John Peels BBC radio show "Top Gear" met Syd Barrett, David Gilmour en Jerry Shirley, bevat "Two of a Kind".
- The Radio One Sessions (maart 2004): bevat alle songs van The Peel Session en drie opnames van bootleg-kwaliteit van een Bob Harris radioshow in 1971.[12]

### Solosingles
- Octopus / Golden Hair (15 november 1969)

## Video
- Syd's First Trip (1966)
- Tonite Let's All Make Love In London (1968)
- The Pink Floyd & Syd Barrett Story (The Definitive Edition) (2005), video-biografie uit 2001 (BBC TV) aangevuld met 3 uur extra materiaal.